# Volcán Hornopirén
Volcán Hornopirén är en kon i Chile.   Den ligger i regionen Región de Los Lagos, i den södra delen av landet, 900 km söder om huvudstaden Santiago de Chile. Toppen på Volcán Hornopirén är 1 557 meter över havet, eller 976 meter över den omgivande terrängen. Bredden vid basen är 7,4 km.
Terrängen runt Volcán Hornopirén är bergig österut, men västerut är den kuperad. Runt Volcán Hornopirén är det mycket glesbefolkat, med 2 invånare per kvadratkilometer..
I omgivningarna runt Volcán Hornopirén växer i huvudsak blandskog.